# Cernusco sul Naviglio (metrostation)
Cernusco sul Naviglio is een metrostation in de Italiaanse gemeente Cernusco sul Naviglio dat werd geopend op 5 mei 1968 en wordt bediend door lijn 2 van de metro van Milaan.

## Geschiedenis
In 1959 werd een plan goedgekeurd om de interlokale tram tussen Milaan en het Addadal buiten de stad op vrije baan te brengen in verband met toenemende hinder van het overige wegverkeer. De oosttak zou vijf stations krijgen waaronder Cernusco sul Naviglio. De oosttak werd tussen 1962 en 1968 gebouwd tussen Gorgonzola en Cascina Gobba en op 5 mei 1968 ging de sneltramdienst op de vrije baan van start. Op 4 december 1972 werd de vrije baan onderdeel van de metro en verdwenen de sneltrams langs Cernusco sul Naviglio.

## Ligging en inrichting
De perrons en sporen liggen in een tunnelbak haaks op de Viale Assunta ten zuiden van het kanaal tussen Milaan en de Adda, het Naviglio Martesana. Het stationsgebouw staat op maaiveldniveau boven de sporen aan de westkant van het perron. De stationshal beschikt over toiletten, een kiosk en kaartautomaten. De perrons en de stationshal zijn met vaste trappen en liften onderling verbonden. In verband met de ligging buiten Milaan zijn de interlokale tarieven van toepassing.